# SEHA-Liga 2018/19
Die SEHA-Liga ist ein supranationaler Handball-Wettbewerb, der in der Saison 2018/19 in seine achte Saison geht. Veranstalter ist die South Eastern Handball Association. Die weiterhin zehn teilnehmenden Mannschaften der achten Saison kamen aus Bosnien & Herzegowina, Kroatien, Nordmazedonien, Rumänien, Serbien, Slowakei und Belarus. Bosnien meldet sich mit einem Team zurück in den Wettbewerb, neu hinzu kam erstmals ein Team aus Rumänien. Slowenien zog hingegen seine zwei Teilnehmer zurück. Meister in der achten Spielzeit wurde RK Vardar Skopje aus Nordmazedonien.

## Teilnehmer
| Wappen | Verein               | Land                    | Bisherige Teilnahmen an der SEHA-Liga              | Titel                |
| ------ | -------------------- | ----------------------- | -------------------------------------------------- | -------------------- |
|        | HRK Izviđač Ljubuški | Bosnien und Herzegowina | 4 (2011, 2012, 2016, 2018)                         |                      |
|        | PPD Zagreb           | Kroatien                | 8 (2011, 2012, 2013, 2014, 2015, 2016, 2017, 2018) | 1 (2013)             |
|        | RK Nexe Našice       | Kroatien                | 8 (2011, 2012, 2013, 2014, 2015, 2016, 2017, 2018) |                      |
|        | RK Metalurg Skopje   | Nordmazedonien          | 7 (2011, 2012, 2013, 2014, 2016, 2017, 2018)       |                      |
|        | RK Vardar Skopje     | Nordmazedonien          | 8 (2011, 2012, 2013, 2014, 2015, 2016, 2017, 2018) | 3 (2012, 2014, 2017) |
|        | Steaua Bukarest      | Rumänien                | 1 (2018)                                           |                      |
|        | RK Vojvodina         | Serbien                 | 5 (2013, 2014, 2015, 2017, 2018)                   |                      |
|        | RK Železničar 1949   | Serbien                 | 1 (2018)                                           |                      |
|        | HT Tatran Prešov     | Slowakei                | 8 (2011, 2012, 2013, 2014, 2015, 2016, 2017, 2018) |                      |
|        | Meshkov Brest        | Belarus                 | 7 (2012, 2013, 2014, 2015, 2016, 2017, 2018)       |                      |

## Modus
Die zehn Teilnehmer treten in der Hauptrunde in einer Liga jeweils zweimal gegeneinander an. Einmal in heimischer Halle und einmal auswärts. Die besten vier Teams qualifizieren sich nach Abschluss der Runde für die Play-offs, die im achten Jahr in Brest in Belarus ausgetragen wurden. Ungewöhnlich für den Handball ist die Punktvergabe in der Liga. Der in der SEHA federführende Handball-Verband Bosnien-Herzegowinas hat dabei das auch in der heimischen Liga angewendete System der sogenannten „englischen Tabelle“ übernommen, in dem es drei Punkte für einen Sieg und einen für ein Remis gibt.